# Championnats d'Europe de marathon (canoë-kayak) 2007
Navigation
2005 2009
Les 7e championnats d'Europe de marathon en canoë-kayak de 2007 se sont tenus à Trenčín en Slovaquie, sous l'égide de l'Association européenne de canoë.

## Podiums

### Sénior

#### K1
| Rang               | Athlète       | Pays    | Temps           |
| ------------------ | ------------- | ------- | --------------- |
| Médaille d'or      | Manuel Busto  | Espagne | 2 h 28 min 28 s |
| Médaille d'argent  | István Salga  | Hongrie | 2 h 28 min 29 s |
| Médaille de bronze | Attila Jambor | Hongrie | 2 h 28 min 37 s |

| Rang               | Athlète            | Pays    | Temps           |
| ------------------ | ------------------ | ------- | --------------- |
| Médaille d'or      | Renata Csay        | Hongrie | 2 h 16 min 00 s |
| Médaille d'argent  | Vivien Folláth     | Hongrie | 2 h 17 min 50 s |
| Médaille de bronze | Barbara Przybylska | Pologne | 2 h 20 min 04 s |

#### K2
| Rang               | Athlète                        | Pays    | Temps           |
| ------------------ | ------------------------------ | ------- | --------------- |
| Médaille d'or      | István Salga Balazs Borcsok    | Hongrie | 2 h 18 min 32 s |
| Médaille d'argent  | Manuel Busto Oier Aizpurua     | Espagne | 2 h 18 min 35 s |
| Médaille de bronze | Jorge Alonso Santiago Guerrero | Espagne | 2 h 18 min 37 s |

| Rang               | Athlète                     | Pays    | Temps           |
| ------------------ | --------------------------- | ------- | --------------- |
| Médaille d'or      | Renáta Csay Bereniké Faldum | Hongrie | 2 h 12 min 28 s |
| Médaille d'argent  | Zsófia Kollár Judit Kollár  | Hongrie | 2 h 12 min 53 s |
| Médaille de bronze | Naiara Gomez María Pérez    | Espagne | 2 h 14 min 01 s |

#### C1
| Rang               | Athlète      | Pays      | Temps           |
| ------------------ | ------------ | --------- | --------------- |
| Médaille d'or      | Radoslav Rus | Slovaquie | 2 h 19 min 33 s |
| Médaille d'argent  | Edvin Csabai | Hongrie   | 2 h 20 min 37 s |
| Médaille de bronze | David Varga  | Hongrie   | 2 h 21 min 16 s |

#### C2
| Rang               | Athlète                   | Pays     | Temps           |
| ------------------ | ------------------------- | -------- | --------------- |
| Médaille d'or      | Attila Gyore Márton Kövér | Hongrie  | 2 h 13 min 07 s |
| Médaille d'argent  | Óscar Graña Ramón Ferro   | Espagne  | 2 h 14 min 05 s |
| Médaille de bronze | José Sousa Nuno Barros    | Portugal | 2 h 14 min 41 s |

### Junior

#### K1
| Rang               | Athlète          | Pays        | Temps           |
| ------------------ | ---------------- | ----------- | --------------- |
| Médaille d'or      | Timothy Pendle   | Royaume-Uni | 1 h 47 min 17 s |
| Médaille d'argent  | Ranieri Brandani | Italie      | 1 h 47 min 27 s |
| Médaille de bronze | Nicola Ripamonti | Italie      | 1 h 47 min 29 s |

| Rang               | Athlète          | Pays               | Temps           |
| ------------------ | ---------------- | ------------------ | --------------- |
| Médaille d'or      | Marcela Krauzová | République tchèque | 1 h 59 min 39 s |
| Médaille d'argent  | Eszter Havas     | Hongrie            | 1 h 59 min 59 s |
| Médaille de bronze | Orsolya Groholy  | Hongrie            | 2 h 01 min 18 s |

#### K2
| Rang               | Athlète                      | Pays        | Temps           |
| ------------------ | ---------------------------- | ----------- | --------------- |
| Médaille d'or      | Bence Molnar Szabolcs Gál    | Hongrie     | 1 h 40 min 45 s |
| Médaille d'argent  | Ádám Balogh Balázs Kovács    | Hongrie     | 1 h 40 min 59 s |
| Médaille de bronze | Dean Terry Mark Childerstone | Royaume-Uni | 1 h 43 min 17 s |

| Rang               | Athlète                         | Pays    | Temps           |
| ------------------ | ------------------------------- | ------- | --------------- |
| Médaille d'or      | Petra Szabó Fédra Szakolczai    | Hongrie | 1 h 52 min 27 s |
| Médaille d'argent  | Cristina Petracca Ilaria Ordesi | Italie  | 1 h 54 min 14 s |
| Médaille de bronze | Ilona Jonsson Michaela Jonsson  | Suède   | 1 h 54 min 38 s |

#### C1
| Rang               | Athlète        | Pays               | Temps           |
| ------------------ | -------------- | ------------------ | --------------- |
| Médaille d'or      | Adam Lantos    | Hongrie            | 2 h 04 min 24 s |
| Médaille d'argent  | Timót Takács   | Hongrie            | 2 h 05 min 03 s |
| Médaille de bronze | Martin Šťastný | République tchèque | 2 h 07 min 33 s |

## Tableau des médailles
| Rang  | Nation    | Or | Argent | Bronze | Total |
| ----- | --------- | -- | ------ | ------ | ----- |
| 1     | Hongrie   | 4  | 4      | 2      | 10    |
| 2     | Espagne   | 1  | 2      | 2      | 5     |
| 3     | Slovaquie | 1  | 0      | 0      | 1     |
| 4     | Pologne   | 0  | 0      | 1      | 1     |
| -     | Portugal  | 0  | 0      | 1      | 1     |
| Total | Total     | 6  | 6      | 6      | 18    |